# Salvatore Citelli
Salvatore Citelli (Regalbuto, 14 febbraio 1875 – Catania, 13 giugno 1947) è stato un medico e chirurgo italiano.

## Biografia
Nacque a Regalbuto, in provincia di Enna, il 14 febbraio 1875, in una famiglia della piccola nobiltà cittadina, da Basilio e Irene Punzi. Studiò medicina specializzandosi in otorinolaringoiatria all'Università di Napoli, dove fu allievo dei medici e professori Vincenzo Cozzolino e Ferdinando Massei, conseguendo la laurea nel 1900 con il massimo dei voti.
Dopo la laurea si trasferì a Torino, dove fu assistente volontario nella clinica otorinolaringoiatrica universitaria diretta dal professor Giuseppe Gradenigo, in cui fece pratica e perfezionò la sua formazione; nel 1902 fu in Germania dove acquisì ulteriore esperienza nel campo presso delle cliniche otorinolaringoiatriche di Berlino e Monaco di Baviera. Nel 1905 conseguì la libera docenza in clinica otorinolaringoiatrica presso la Regia Università di Genova, materia che dal 1909 insegnò alla Regia Università di Catania, introducendo così il primo corso di questa specializzazione in Sicilia a seguito di richiesta fatta dal medesimo al Ministero della Pubblica Istruzione.  Nel 1913 fu nominato professore titolare di clinica otorinolaringoiatrica presso l'ateneo catanese, insegnandovi per tutta la vita, in cui fu più volte eletto preside della facoltà di medicina e chirurgia.
Personalità eminente nel campo della otorinolaringoiatria a livello internazionale, Citelli prese parte a numerosi congressi internazionali, il primo dei quali nel 1909, quando fu nominato relatore al congresso mondiale di medicina e chirurgia per la sezione rinolaringologica tenutosi a Budapest, dove discusse una tesi sulla struttura della mucosa laringea nell'uomo. Nel corso della sua lunghissima attività, compì numerosi studi anche in altri settori della medicina come l'oncologia, ed ideò numerose tecniche operatorie, quali la cordectomia mono- o bilaterale, l'aggressione dell'ipofisi per via nasale, l'apertura conservativa del seno frontale, la resezione centro-facciale del mascellare per l'asportazione dei tumori della soprastruttura, nonché strumenti chirurgici, come la cosiddetta "pinza di Citelli", una pinza utilizzata per l’apertura dei seni frontali e mascellari.
Socio fondatore della Societas Otorhino-laryngologica latina, fu presidente della Società italiana di otorinolaringologia (1927-28), e con Pietro Caliceti e Umbero Calamida fondò nel 1930 il periodico L'otorinolaringologia italiana. Appassionato di alpinismo, realizzò a sue spese il rifugio omonimo sull'Etna nei pressi di Milo, inaugurato nel 1935 e donato al Club Alpino Italiano.
Morì a Catania, all'età di 72 anni, il 13 giugno 1947.

## Opere
Citelli fu autore di oltre 100 pubblicazioni di carattere medico-scientifico in più di quarant'anni di attività, per varie riviste. Fu autore del volume Trattato delle malattie dell'orecchio, del naso e della gola (1920).

## Curiosità
- L'imperatore Guglielmo II di Germania mandò una sua nave da guerra a Catania, nella cui università il Citelli insegnava, per accompagnarlo nel suo paese e farsi curare da lui.[2]